# 穆捷罗泽耶
穆捷罗泽耶（法語：Moutier-Rozeille，法語發音：[mutje ʁozɛj]）是法国克勒兹省的一个市镇，属于欧比松区。

## 地理
穆捷罗泽耶（45°55'0"N, 2°11'50"E）面积19.66 平方千米，位于法国新阿基坦大区克勒兹省，该省份为法国中部省份，位于法國中央高原西北部，北起安德尔省和谢尔省，西接维埃纳省，南至科雷兹省，东临多姆山省，东北与阿列省接壤。
与穆捷罗泽耶接壤的市镇（或旧市镇、城区）包括：欧比松、费勒坦、内乌、圣费尔拉蒙塔涅、圣弗里翁、新圣帕尔杜、圣康坦拉沙巴讷。

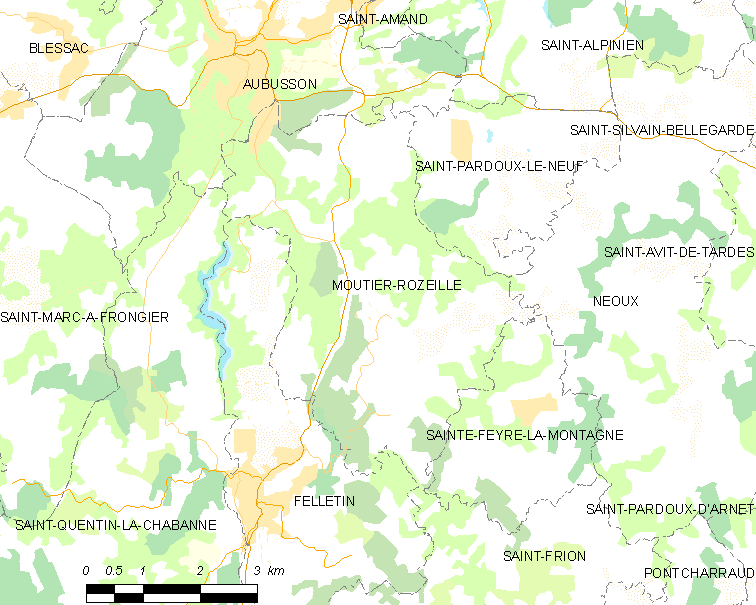
穆捷罗泽耶的OSM定位图

穆捷罗泽耶的时区为UTC+01:00、UTC+02:00（夏令时）。

## 行政
穆捷罗泽耶的邮政编码为23200，INSEE市镇编码为23140。

## 政治
穆捷罗泽耶所属的省级选区为费勒坦县。

## 人口

1962-2008年间穆捷罗泽耶人口变化图示

穆捷罗泽耶于2022年1月1日时的人口数量为433人。